# Dompierre (Vosges)
Pour les articles homonymes, voir Dompierre.
Dompierre est une commune française située dans le département des Vosges en région Grand Est et membre de la communauté d'agglomération d’Épinal (CAE).
Ses habitants sont appelés les Dompierroises Dompierrois et surnommés les Matous.

### Localisation

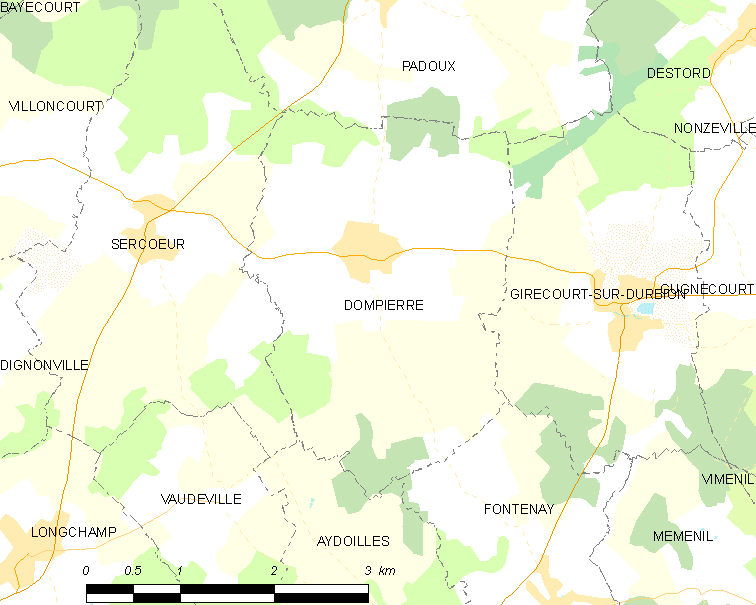
Situation géographique de Dompierre.

## Géographie

### Communes limitrophes
|         | Padoux    |                       |
| Sercœur | Dompierre | Girecourt-sur-Durbion |
|         | Aydoilles | Fontenay              |

### Hydrographie et les eaux souterraines
Hydrogéologie et climatologie : Système d’information pour la gestion des eaux souterraines du bassin Rhin-Meuse :
Territoire communal : Occupation du sol (Corinne Land Cover); Cours d'eau (BD Carthage),
Géologie : Carte géologique; Coupes géologiques et techniques,
 Hydrogéologie : Masses d'eau souterraine; BD Lisa; Cartes piézométriques.
La commune est située dans le bassin versant du Rhin au sein du bassin Rhin-Meuse. Elle est drainée par le Durbion, le ruisseau de Dompierre, le ruisseau de la Chapelle, le ruisseau de l'Abîme, le ruisseau de Prayis, le ruisseau de Vaudéville, le ruisseau des Breuils et le ruisseau d'Haraucourt,.
Le Durbion, d'une longueur totale de 35,1 km, prend sa source dans la commune de Méménil et se jette  dans la Moselle à Châtel-sur-Moselle, après avoir traversé douze communes.

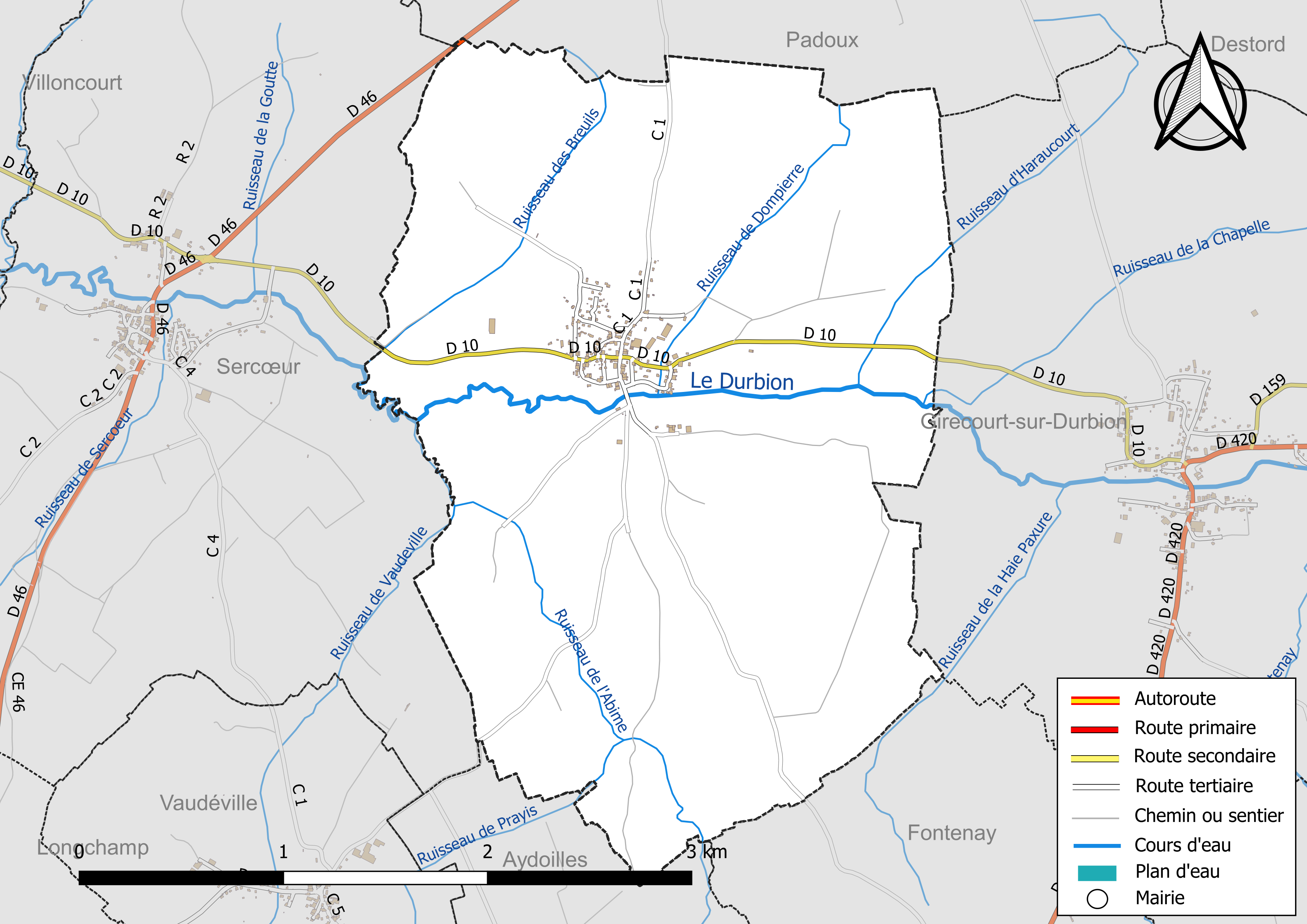
Réseaux hydrographique et routier de Dompierre.

La qualité des eaux de baignade et des cours d’eau peut être consultée sur un site dédié géré par les agences de l’eau et l’Agence française pour la biodiversité.

### Climat
Pour des articles plus généraux, voir Climat du Grand Est et Climat des Vosges.
En 2010, le climat de la commune est de type climat de montagne, selon une étude du Centre national de la recherche scientifique s'appuyant sur une série de données couvrant la période 1971-2000. En 2020, Météo-France publie une typologie des climats de la France métropolitaine dans laquelle la commune est exposée à un climat semi-continental et est dans la région climatique  Vosges, caractérisée par une pluviométrie très élevée (1 500 à 2 000 mm/an) en toutes saisons et un hiver rude (moins de 1 °C). 
Pour la période 1971-2000, la température annuelle moyenne est de 9,2 °C, avec une amplitude thermique annuelle de 16,8 °C. Le cumul annuel moyen de précipitations est de 918 mm, avec 13 jours de précipitations en janvier et 10,4 jours en juillet. Pour la période 1991-2020, la température moyenne annuelle observée sur la station météorologique de Météo-France la plus proche, « Épinal », sur la commune de Dogneville à 8 km à vol d'oiseau, est de 10,3 °C et le cumul annuel moyen de précipitations est de 907,0 mm. 
La température maximale relevée sur cette station est de 39,3 °C, atteinte le 25 juillet 2019 ; la température minimale est de −18,9 °C, atteinte le 12 janvier 1987,,. 
Les paramètres climatiques de la commune ont été estimés pour le milieu du siècle (2041-2070) selon différents scénarios d'émission de gaz à effet de serre à partir des nouvelles projections climatiques de référence DRIAS-2020. Ils sont consultables sur un site dédié publié par Météo-France en novembre 2022.

## Urbanisme

### Typologie
Au 1er janvier 2024, Dompierre est catégorisée commune rurale à habitat dispersé, selon la nouvelle grille communale de densité à sept niveaux définie par l'Insee en 2022.
Elle est située hors unité urbaine. Par ailleurs la commune fait partie de l'aire d'attraction d'Épinal, dont elle est une commune de la couronne,. Cette aire, qui regroupe 118 communes, est catégorisée dans les aires de 50 000 à moins de 200 000 habitants,.

### Occupation des sols
L'occupation des sols de la commune, telle qu'elle ressort de la base de données européenne d’occupation biophysique des sols Corine Land Cover (CLC), est marquée par l'importance des territoires agricoles (77,3 % en 2018), en diminution par rapport à 1990 (83,2 %). La répartition détaillée en 2018 est la suivante : 
prairies (49,5 %), terres arables (26,1 %), forêts (19,2 %), zones urbanisées (3,5 %), zones agricoles hétérogènes (1,7 %). L'évolution de l’occupation des sols de la commune et de ses infrastructures peut être observée sur les différentes représentations cartographiques du territoire : la carte de Cassini (XVIIIe siècle), la carte d'état-major (1820-1866) et les cartes ou photos aériennes de l'IGN pour la période actuelle (1950 à aujourd'hui).

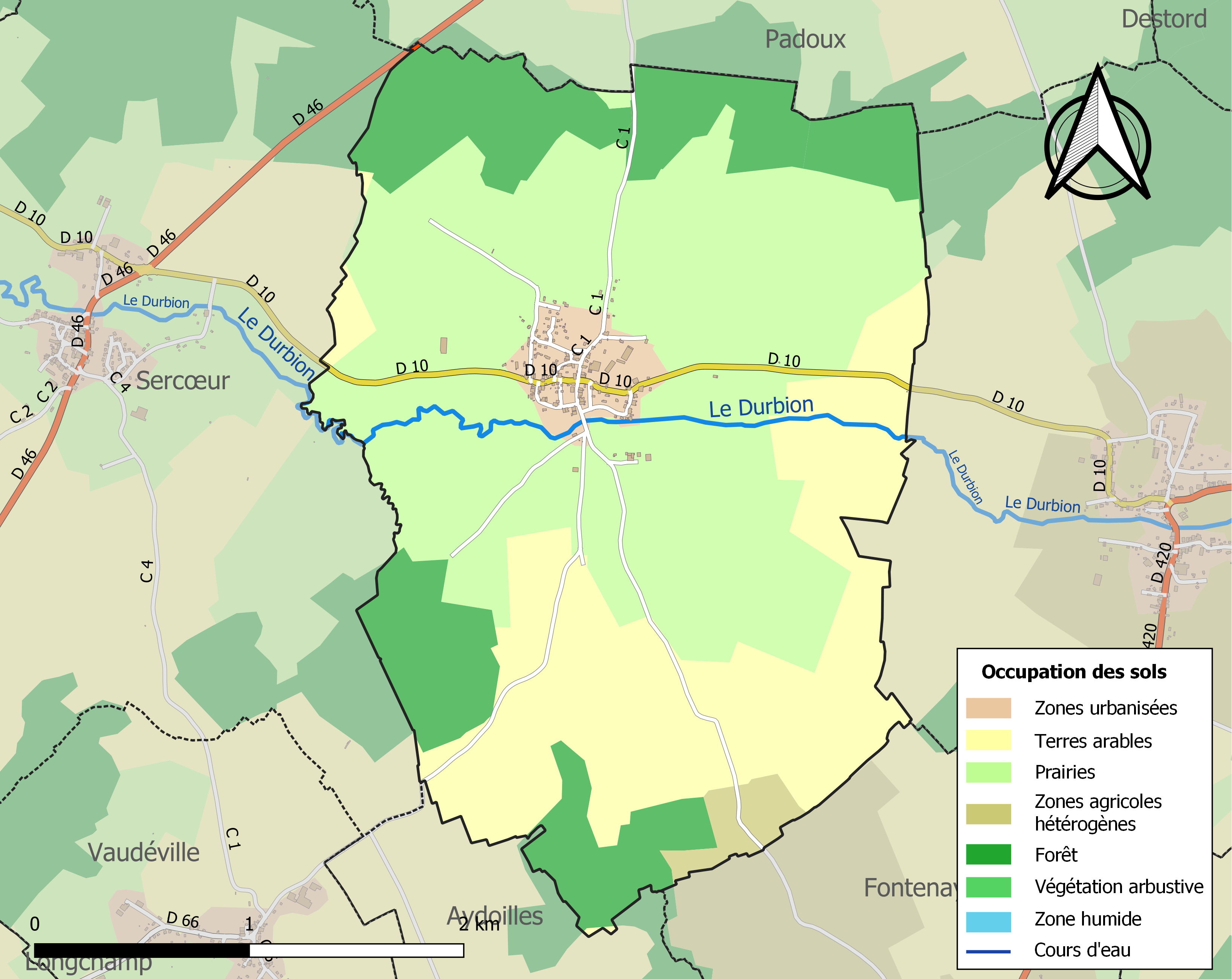
Carte des infrastructures et de l'occupation des sols de la commune en 2018 (CLC).

### Sismicité
Commune située dans une zone 3 de sismicité modérée.

## Toponymie
Le nom de la localité est attesté sous les formes Mercatum Dompetri (1005) ; Mercatum villæ quæ dicitur ad Domum Petri (1111) ; Matricis parochiæ de Domno Petro (1115) ; Donum altaris matricis de Donno Petro (1119) ; Mercatum Domni Petri (1125) ; Apud Domnum Petrum (XIIe siècle) ; Dompieire (1329) ; Dompiere (1382) ; De Domna Petra (1402) ; Dompierre (1434) ; Dompierre-sur-l’Urbion (1779).

Dompaire est un hagiotoponyme caché, issu du bas latin domnus et le nom du saint « Saint-Pierre ». Le nom du village est synonyme de « Saint Pierre », du latin dominus (seigneur).

## Histoire
Le nom du village est synonyme de "Saint-Pierre", du latin dominus (seigneur).
La sonrière de Remiremont - principale officière de l'abbesse - est dame du lieu. La seigneurie foncière appartient pour moitié au marquis de Lénoncourt et au comte de Baye, l'autre moitié à Mme la Sonrière.
Sous l’Ancien Régime, l’église de Dompierre, dédiée à saint Étienne, faisait partie du doyenné d’Épinal. Sa cure, régulière, était à la collation de Chaumousey, et antérieurement du chapitre de Remiremont. 
Dompierre fait partie de l'Association des Dompierre-de-France regroupant 23 communes françaises dont le nom comporte Dompierre. Chaque année, une commune différente accueille la fête. Dompierre-sur-Authie n'a jamais accueilli ses cousins Dompierrois et Dompierrais pour la fête nationale, mais a accueilli l'assemblée générale en 2000. En 2013, la fête nationale a eu lieu à Dompierre-les-Ormes en Saône-et-Loire.

## Politique et administration

### Liste des maires
| Période                                  | Période      | Identité        | Étiquette | Qualité |
| ---------------------------------------- | ------------ | --------------- | --------- | ------- |
| Les données manquantes sont à compléter. |              |                 |           |         |
|                                          |              |                 |           |         |
| 2008                                     | juillet 2018 | Claudine L'Hôte |           |         |
| 2018                                     | En cours     | Annie FÈVE      |           |         |

### Situation administrative
Dompierre fut une des communes fondatrices de la communauté de communes de l'Arentèle-Durbion-Padozel dont elle a été membre de 2003 à 2013.
Du 1er janvier 2014 au 31 décembre 2016 elle intègre la communauté de communes Bruyères - Vallons des Vosges.
Depuis le 1er janvier 2017, elle fait partie de la communauté d'agglomération d'Épinal(CAE).

## Population et société

### Démographie

#### Évolution démographique
L'évolution du nombre d'habitants est connue à travers les recensements de la population effectués dans la commune depuis 1793. Pour les communes de moins de 10 000 habitants, une enquête de recensement portant sur toute la population est réalisée tous les cinq ans, les populations de référence des années intermédiaires étant quant à elles estimées par interpolation ou extrapolation. Pour la commune, le premier recensement exhaustif entrant dans le cadre du nouveau dispositif a été réalisé en 2007.

En 2022, la commune comptait 240 habitants, en évolution de −8,75 % par rapport à 2016 (Vosges : −2,96 %, France hors Mayotte : +2,11 %).
| 1793 | 1800 | 1806 | 1821 | 1831 | 1836 | 1841 | 1846 | 1856 |
| ---- | ---- | ---- | ---- | ---- | ---- | ---- | ---- | ---- |
| 317  | 330  | 336  | 350  | 372  | 409  | 407  | 409  | 356  |

| 1861 | 1866 | 1876 | 1881 | 1886 | 1891 | 1896 | 1901 | 1906 |
| ---- | ---- | ---- | ---- | ---- | ---- | ---- | ---- | ---- |
| 349  | 365  | 358  | 350  | 323  | 305  | 302  | 289  | 280  |

| 1911 | 1921 | 1926 | 1931 | 1936 | 1946 | 1954 | 1962 | 1968 |
| ---- | ---- | ---- | ---- | ---- | ---- | ---- | ---- | ---- |
| 286  | 246  | 237  | 230  | 213  | 235  | 197  | 181  | 171  |

| 1975 | 1982 | 1990 | 1999 | 2006 | 2007 | 2012 | 2017 | 2022 |
| ---- | ---- | ---- | ---- | ---- | ---- | ---- | ---- | ---- |
| 140  | 198  | 225  | 255  | 267  | 269  | 271  | 257  | 240  |

### Enseignement
Établissements d'enseignements :
- Écoles maternelles et primaires à Girecourt-sur-Durbion, Padoux, Fontenay, Aydoilles, Épinal.
- Collèges à Épinal, Thaon-les-Vosges, Rambervillers, Bruyères.
- Lycées à Épinal, Thaon-les-Vosges, Bruyères.

### Santé
Professionnels et établissements de santé :
- Cabinet de kinésithérapie - 2 bis place de la Mairie 88600 DOMPIERRE - téléphone 09 77 97 52 07
- Médecins à Deyvillers, Grandvillers, Dogneville, Girmont, Chavelot, Thaon-les-Vosges.
- Pharmacies à Deyvillers, Dogneville, Thaon-les-Vosges, Golbey.
- Hôpitaux à Thaon-les-Vosges, Golbey, Épinal.

### Cultes
- Culte catholique, Paroisse Sainte-Thérèse-du-Durbion[29], Diocèse de Saint-Dié.

## Économie

### Entreprises et commerces

#### Agriculture
- Culture et élevage associés.
- Élevage d'autres bovins et de buffles.
- Culture et élevage associés.

#### Tourisme
- Hébergements et restauration à Dompierre, Aydoilles, Rambervillers, Portieux, Clézentaine.

## Culture locale et patrimoine

### Lieux et monuments

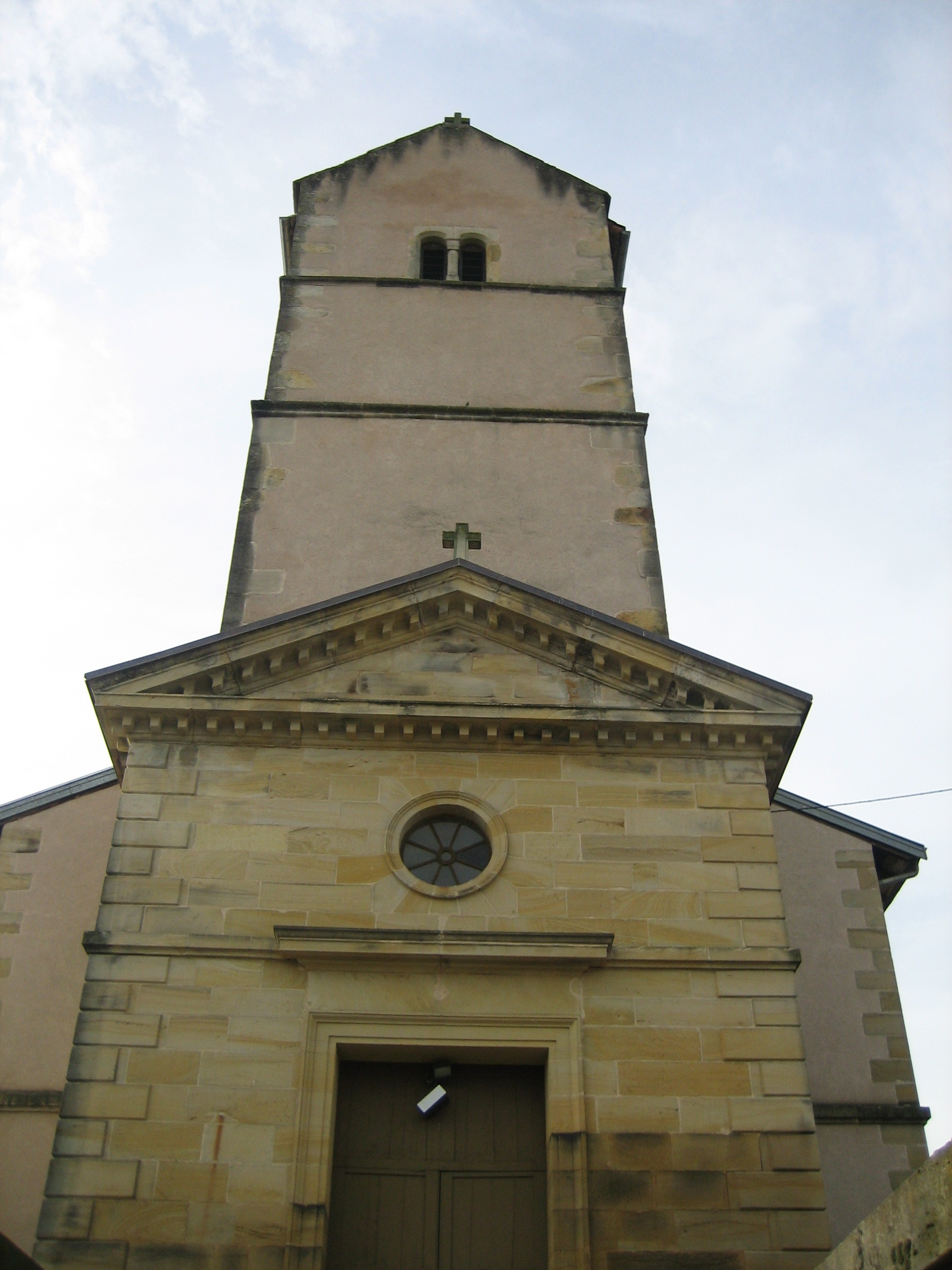
Église Saint-Étienne.
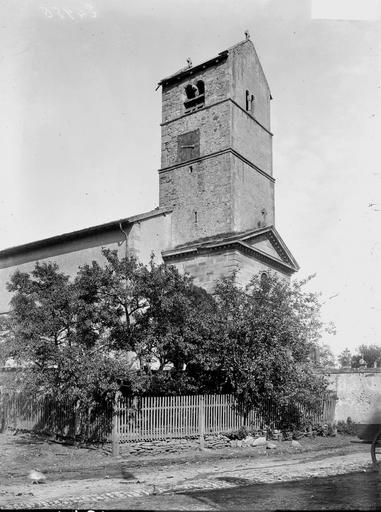
Clocher de l'église.

- L'église a pour patron saint Étienne. Seul le mur occidental du clocher de cette église appartient à l'époque romane, et très probablement à la fin du XIe siècle. Ce clocher s'élevait jadis sur une travée de choeur entre la nef et l'abside. En 1825, l'église a été entièrement reconstruite et changée d'orientation[30].

Louis François Callinet y a installé, en 1876, un orgue d'occasion,.
- Monument aux morts[33],[34].
- Ancien équipement du maréchal-ferrant

### Personnalités liées à la commune
- Laurent Mariotte (1969- ) y passe son enfance et son adolescence.

### Héraldique, logotype et devise
| Blason à dessiner | Blason  | De sinople au chevron d'argent chargé d'un alérion de gueules, accompagné en chef d'une croisette pattée à dextre et d'un casque romain à senestre et en pointe de deux clés passées en sautoir, le tout d'or. |
| Blason à dessiner | Détails | Le statut officiel du blason reste à déterminer. |

## Pour approfondir